# Columna Andalucía-Extremadura
La Columna Andalucía-Extremadura fue una milicia de la CNT compuesta por militantes y obreros anarcosindicalistas que participó en la guerra civil española, especialmente en el Frentes de Córdoba y Jaén.

## Historial de operaciones
Inicia su organización en Bujalance a finales de septiembre de 1936 una vez perdidas por los republicanos las localidades de Castro del Río y Espejo. Su primera acción de guerra estuvo el 21 de octubre de 1936 en la operación frustrada de recuperar Castro del Río, si bien, consiguieron éxitos al tomar parte del pueblo, viéndose en la necesidad de abandonarlo para retroceder a Bujalance. Durante el otoño se dedicó a fortificar la línea de frente, la cual no pudo utilizar durante la ofensiva rebelde del 20 de diciembre (la denominada Campaña de la Aceituna) según la cual, se llegó a un auténtico desastre con la pérdida de las localidades del El Carpio, Villafranca de Córdoba, Montoro, Bujalance y Villa del Río. En diciembre de 1936 se contaban 4.700 milicianos en la columna. 
Tras la derrota retrocedieron hacia Villa del Río para llegar hasta Andújar (Jaén). Se desplazó los restos de la Columna a Manzanares (Ciudad Real) dónde se reorganizó durante el mes de enero de 1937 incorporándose definitivamente a la 88.ª Brigada Mixta, unidad militarizada pero también de corte anarquista. Volverían a principios de 1937 en el frente de Villa del Río, hasta que fueron requeridos urgentemente para participar en la Batalla de Pozoblanco y posterior contraofensiva, alcanzando las Brigadas concurrentes una victoria sobre las fuerzas sublevadas de Queipo de Llano. Posteriormente ocuparía posiciones en el frente de Hinojosa del Duque y Belalcázar.

## Estructura y composición
La Columna Andalucía–Extremadura tenía la característica común de ser todos sus componentes miembros de CNT-FAI. El mando estuvo en manos de los hermanos Juan, Francisco y Sebastián Rodríguez Muñoz llamados “Los Jubiles”, famosos anarquistas de Bujalance. La procedencia de los efectivos humanos de la Columna estaban en las llamadas Centurias de la FAI-CNT, tales como: 
- La Centuria de los Gavilanes de Bujalance, el Batallón Arcas, Batallón Zímermán integrado por ácratas sevillanos (estos dos últimos formados por anarquistas sevillanos) y el Batallón Pancho Villa procedentes de Jaén, Castro del Río y Baena.

- El Batallón de Alcoy creado por milicianos levantinos que ya habían operado en la fallida toma Córdoba el 20 de agosto de 1936 y posteriormente en Cerro Muriano.

- El Batallón Fermín Salvochea formado el 20 de agosto en Almodóvar del Río cuyos miembros eran de esta localidad y también de Villaviciosa; Tenían como comisario político al antiguo alcalde de Almodóvar. Se incorporan a la Columna tras la defensa de Villaviciosa.